# Khankaysky (huyện)
Huyện Khankaysky (tiếng Nga: ? райо́н) là một huyện hành chính tự quản (raion), của Vùng Primorsky, Nga. Huyện có diện tích 2688 km², dân số thời điểm ngày 1 tháng 1 năm 2000 là 27300 người. Trung tâm của huyện đóng ở Kamen'-Rybolov.